# Ursulanowitz

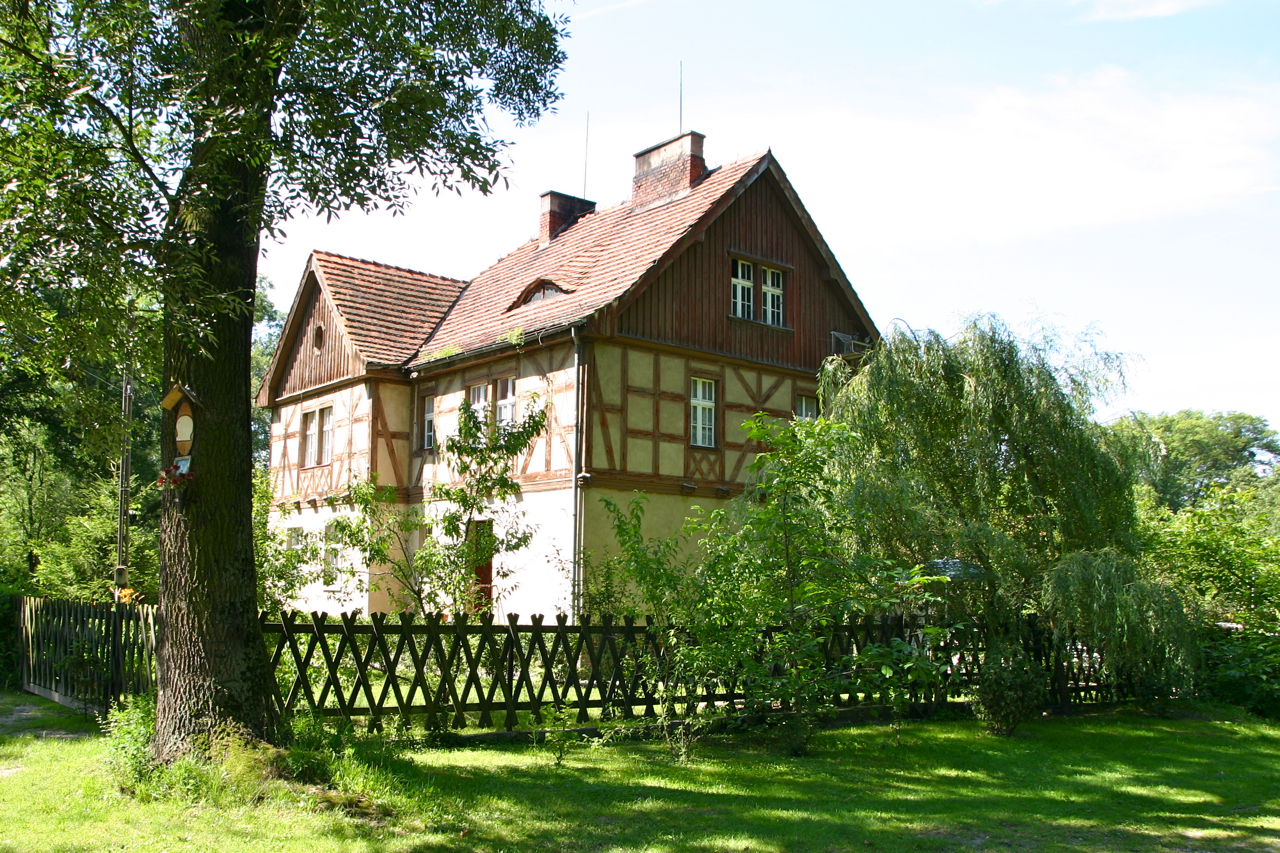
Ursulanowitz (2011)

Ursulanowitz, polnisch Urszulanowice, ist ein Weiler von Moschen (Moszna) in der Stadt- und Landgemeinde Klein Strehlitz (Strzeleczki) im Powiat Krapkowicki der Woiwodschaft Opole (Oppeln) in Polen.